# În jungla verde de sub apă
În jungla verde de sub apă este un film românesc din 1984 regizat de Ion Bostan.